# Estelle Ceccarini
Pour les articles homonymes, voir Ceccarini.
Estelle Ceccarini est une italianiste et poétesse française d'expression provençale.

## Biographie

### Origines et formation
Née le 3 avril 1978 à Nîmes,, fille d'un manadier de chevaux, Estelle Ceccarini s'« enracin[e] » en Petite Camargue.
Elle « prend le ruban » à la Fèsto vierginenco à quinze ans, où elle prononce un premier discours en provençal rédigé par André Dupuis. Elle étudie ce parler, à l'institut Emmanuel-d'Alzon.
Après une classe préparatoire au lycée Alphonse-Daudet, elle gagne Paris. Élève de l'École normale supérieure de Fontenay-Saint-Cloud au sein de la promotion 1999, elle obtient l'agrégation d'italien en 2002, puis un doctorat ès études romanes en 2006.

### Carrière universitaire
Elle enseigne cette discipline comme maîtresse de conférences à l'université d'Aix-Marseille.
Elle est également qualifiée en langues régionales par le Conseil national des universités.
Elle appartient à l'Association internationale d'études occitanes.
En 2019, elle fonde avec Paul Martin-Granel les Rencontres de Salinelles dédiées à la création littéraire dans les divers dialectes de l'occitan.

## Production littéraire et intellectuelle

### Recherche
Ses recherches savantes portent d'abord les récits de résistance en italien.
Elle élargit ensuite son domaine à la littérature provençale, d'abord au travers des écrits de Max-Philippe Delavouët.

### Littérature
À ses heures, elle s'adonne à la poésie, qu'elle écrit en provençal suivant la graphie mistralienne. Elle commence à écrire pendant ses études supérieures, à l'en croire « pour surmonter le mal du pays » alors qu'elle réside en région parisienne. Elle publie ses premiers textes dans la revue du Cercle langue d'oc du canton d'Aigues-Mortes, La Pounchudo.
En 2015 paraît un premier recueil, L'Istòri dóu pichot chivau. Suivent Chivau (2016), Li Piado dóu matin (2018) et Trelus di jour (2020) — chaque fois avec une traduction française de l'autrice en vis-à-vis.
Ce dernier ouvrage est assimilé par Philippe Blanchet à un « sorte d'évènement », qui la range « parmi les grandes œuvres poétiques provençales ».
L'ensemble de son œuvre littéraire lui vaut le prix Frédéric-Mistral en 2023, puis le prix Ostana (en) de langue occitane en 2025,.

## Ouvrages
- Les Écrits des résistantes italiennes : l'expression plurielle de la résistance entre témoignage et quête de soi, Neuville-sur-Saône, Chemins de traverse, 2014  (ISBN 978-2-313-00510-1).
- L'Istòri dou pichot chivau [L'Histoire du petit cheval] (ill. Grégory Bonfillon (d), Salinelles, L'Aucèu libre, 2O15  (ISBN 978-2-917111-34-5).
- Chivau [Chevaux] (ill. Florent Gardin (d)), L'Aucèu libre, 2016  (ISBN 978-2-917111-37-6).
- Li Piado dóu matin [Les Traces du matin] (préf. Philippe Gardy, ill. Ludovic Iacovo), L'Aucèu libre, 2018  (ISBN 978-2-917111-48-2).
- Trelus di jour [Lumières des jours], L'Aucèu libre, 2020  (ISBN 978-2-917111-62-8).
- Dir. avec Monica Longobardi, E nadi contra suberna : essere trovatori oggi, Milan, Ledipublishing, 2020  (ISBN 978-88-5526-387-0).
- Blanche, la steppe, Saint-Gervasy, La Margeride, 2021.
- Dir. avec Virginie Culoma Sauva et Riccardo Viel, Langues d'Italie : dialectes, plurilinguisme et création, Aix-en-Provence, Presses universitaires de Provence, 2022  (ISBN 979-10-320-0432-6).
- Lou Fiéu tèune de la joio [Le Fil fragile de la joie], Roquedur, Les Monteils, 2023.

#### Anthologies
- Dans Norbert Paganelli et Marie-Jeanne Verny (dir., préf. Jean-Pierre Siméon), Par tous les chemins : florilège poétique des langues de France, Bordeaux, Le Bord de l'eau, 2019  (ISBN 978-2-3568-7625-6).
- Dans Pauline Kamakine (dir.), Paraulas de hemnas, Landorthe, Reclams, 2020  (ISBN 978-2-909160-65-8).
- Dans Peindre les mots : gestes d'artiste, voix de poètes (ill. Robert Lobet), Paris, Bruno Doucey, 2022  (ISBN 978-2-36229-424-2).
- [Moucadel et al. 2024] (oc-provenc) « Estello Ceccarini », dans Aguste Chabaud e li Gravesounen : escri prouvençau (préf. René Moucadel), Graveson, CREDD'O, 2024 (ISBN 978-2-9552415-5-4), p. 227-232.